# Rheumaptera progressata
Rheumaptera progressata là một loài bướm đêm trong họ Geometridae.